# The Complete Live at the Plugged Nickel 1965
Albums de Miles Davis
Miles in Berlin
(1965)
The Complete Live at the Plugged Nickel 1965 est un coffret d'enregistrements de Miles Davis sorti en 1995.

## Historique
Ce coffret comporte l'intégralité des enregistrements des sept concerts donnés par le quintette de Miles au club de Chicago "The Plugged Nickel" (aujourd'hui disparu) les vendredi 22 et samedi 23 décembre 1965.
Bien que venant de terminer l'enregistrement de "ESP" ne renfermant que des compositions des membres du quintette, le répertoire ne comporte que les standards habituels joués depuis de nombreuses années par Miles (à part "agitation").
Dans l'avion qui les menait de New York à Chicago, Tony Williams proposa cependant aux autres membres du groupe (mais là l'insu de Miles Davis) de les jouer d'une façon radicalement nouvelle, en laissant à chaque membre le loisir d'improviser à sa guise sans trop se soucier des accords du thème. Le résultat en fit que le "live at the Plugged Nickel " est probablement l'enregistrement le plus "free jazz" de Miles Davis.

## Liste des titres

### Disque 1
22 décembre 1965, Set 1
1. If I Were a Bell (F. Loesser)
2. Stella by Starlight (N. Washington-V. Young)
3. Walkin' (R. Carpenter)
4. I Fall in Love Too Easily (S. Cahn-J. Styne)
5. The Theme (M. Davis)

### Disque 2
22 décembre 1965, Set 2
1. My Funny Valentine (R. Rodgers-L. Hart)
2. Four (M. Davis)
3. When I Fall in Love (E. Heyman-V. Young)
4. Agitation (M. Davis)
5. 'Round Midnight (B. Hanighen-C. Williams-T. Monk)
6. Milestones (M. Davis)
7. The Theme (M. Davis)

### Disque 3
22 décembre 1965, Set 3
1. All of You (Cole Porter)
2. Oleo (Sonny Rollins)
3. I Fall in Love Too Easily (S. Cahn-J. Styne)
4. No Blues (M. Davis)
5. I Thought about You (J. Mercer-J. Van Heusen)
6. The Theme (M. Davis)

### Disque 4
23 décembre 1965, Set 1
1. If I Were a Bell (F. Loesser)
2. Stella by Starlight (N. Washington-V. Young)
3. Walkin' (R. Carpenter)
4. I Fall in Love Too Easily (S. Cahn-J. Styne)
5. The Theme (M. Davis)

### Disque 5
23 décembre 1965, Set 2
1. All of You (C. Porter)
2. Agitation (M. Davis)
3. My Funny Valentine (R. Rodgers-L. Hart)
4. On Green Dolphin Street (N. Washington-B. Kaper)
5. So What (M. Davis)
6. The Theme (M. Davis)

### Disque 6
23 décembre 1965, Set 3
1. Autumn Leaves (J. Prevert-J. Mercer-J. Kosma)
2. When I Fall in Love (E. Heyman-V. Young)
3. Milestones (M. Davis)
4. I Fall in Love Too Easily (S. Cahn-J. Styne)
5. No Blues (M. Davis)
6. The Theme (M. Davis)

### Disque 7
23 décembre 1965, Set 4
1. Stella by Starlight (N. Washington-V. Young)
2. All Blues (M. Davis)
3. Yesterdays (J. Kern-O. Harbach)
4. The Theme (M. Davis)

## Musiciens
- Miles Davis — trompette
- Wayne Shorter — saxophone ténor
- Herbie Hancock — piano
- Ron Carter — contrebasse
- Tony Williams — Batterie